# 울산 동축사 삼층석탑
울산 동축사 삼층석탑(蔚山 東竺寺 三層石塔)은 울산광역시 동구 동축사에 있는, 신라의 삼층석탑이다. 2000년 11월 9일 울산광역시의 유형문화재 제11호로 지정되었다.

## 개요
동축사는 『삼국유사』「황룡사장육(皇龍寺 丈六)」조에 의하면, 573년(진흥왕 34) 처음 건립되었다고 전해지는 절이다. 그 후 934년(경순왕 8년), 고려 정종(靖宗)대, 1457년(세조 3), 1931년, 1975년, 2005년에 고쳐 지어 오늘에 이르고 있다.
이 동축사 삼층석탑은 신라의 전형적인 석탑이다. 화강암으로 된 기단은 면석(面石)이 모두 없어져 원래의 정확한 높이를 알 수 없다. 탑신부는 탑신(塔身)과 옥개석(屋蓋石)이 모두 한 개의 돌로 되어 있다. 탑신의 사방에는 우주를 모각하고, 탑신부의 옥개 받침은 1·2층은 5단이나 3층은 3단으로 조각되었다. 상륜부(相輪部)는 노반(露盤)과 보개(寶蓋)만 얹혀 있는데, 돌의 재질이 탑신부와 다른 사암 계통이어서 이 석탑을 여러 차례에 걸쳐 고쳤음을 알 수 있다. 2005년 현 위치로 옮겨졌으며, 기단부 일부는 부재를 첨가하여 복원하였다.

## 현지 안내문
동축사는 《삼국유사》의 황룡사 장육 조에 의하면, 인도의 아육왕이 인연 있는 국토에서 장육존불이 이루어지기를 기원하면서 황철 5만7천근과 황금 3만분을 배에 실어 띄울 때 함께 보냈다는 1불과 2보살의 상을 모시기 위하여 신라 진흥왕 34년(573년)에 처음 건립하였다고 전해지는 절이다. 그후 경순왕 8년(934년), 고려 정종 대, 조선 세조 3년(1457년), 1931년, 1975년에 고쳐 지어 오늘에 이르고 있다.
이 동축사 삼층석탑은 신라의 전통양식인 중층기단 삼층석탑이다. 화강암으로 된 이 석탑의 기단은 면석이 모두 없어져 원래의 정확한 높이를 알 수 없다. 탑신부는 몸돌과 지붕돌이 모두 한개의 돌로 되어 있으며, 멈돌에는 네 귀퉁이에 기둥을 본떠 새겼는데, 지붕돌의 받침은 1,2층은 5단이나 3층은 3단으로 되어 있다. 상륜부는 노반과 보개만 얹혀 있는데, 돌의 재질이 탑신부와 다른 사암 계통이어서 이 석탑을 여러 차례에 걸쳐 고쳤음을 알 수 있다.

## 참고 자료
- 울산 동축사 삼층석탑 - 국가유산청 국가유산포털